# Хедвига фон Вюртемберг
Хедвига фон Вюртемберг (на немски: Hedwig von Württemberg, * 15 януари 1547 в Базел, † 4 март 1590 в Марбург) е принцеса от Вюртемберг, по съпруг - ландграфиня на Хесен-Марбург от 1563 до 1590 г.
Тя е най-възрастната дъщеря на херцог Кристоф фон Вюртемберг (1515–1568) и съпругата му Анна Мария фон Бранденбург-Ансбах (1526–1589), дъщеря на маркграф Георг.
На 10 май 1563 г. Хедвига се омъжва в Щутгарт за ландграф Лудвиг IV от Хесен-Марбург (* 27 май 1537, † 9 октомври 1604). Бракът е бездетен.
Хедвига умира на 4 март 1590 и е погребана до съпруг ѝ в църквата на Марбург.